# JULIE LABEL
JULIE LABEL（ジュリー・レーベル）は日本の歌手、沢田研二が設立したレーベル。沢田の作品の製作・販売を行っている。

## 概要
- 当初は沢田が渡辺プロダクションから独立する前に所属していたポリドール内にプライベート・レーベルとして、1982年2月5日付で設立され[1][注釈 1]、1984年まで設けられていた[注釈 2]。
- 1985年に渡辺プロダクションから独立し、個人事務所「株式会社ココロ（CO-CóLO Corporation）」[注釈 3]を設立し、レコード会社もポリドールから東芝EMI（現・ユニバーサルミュージック合同会社／EMI Records Japanレーベル）へ移籍したが、1994年までのほとんどの作品[注釈 4]は渡辺音楽出版が原盤制作をする形で東芝EMIに供給・販売されていた[注釈 5]。
- 1995年以降は、沢田側が予算を負担する形で作品は全て製作されEMI側は供給・販売のみを行う契約となっていたが、2002年に長らく続けていたEMIとの契約を解消、沢田は作品の供給、販売をも自身の手で行う必要が生じ、設立されたのがこのJULIE LABELである。
- 本レーベルが始動されるにあたり、アーティスト側が原盤権を保有している1995年以降のオリジナルアルバムが再発売された。
- JULIE LABELは謂わば商標であり、実質的な製作販売は 2002年から2020年まではCO-CóLO Corporation（規格品番：COLO）が、2022年以降の作品はANIMA Publishing,inc.（アニマ出版）（規格品番：ANIM）が行なっている。

## 所属アーティスト
- 沢田研二

## 作品
- 別途「沢田研二」のシングル・アルバムとも2002年以降の項目を参照。他にDVDなどの映像作品も製造、販売している。